# Benishangul-Gumuz
Benishangul-Gumuz, (tiếng Amhara:ቤንሻንጉል-ጉምዝ) cũng gọi là Benshangul/Gumaz, là một trong 9 vùng dựa trên cơ sở dân tộc (kililoch) của Ethiopia, giáp biên giới với bang Sennar, Nin Xanh của Sudan và Thượng Nin của Nam Sudan. Trước đây nó được gọi là vùng 6, thủ phủ của vùng là Asosa. Theo Hiến pháp năm 1995, vùng được hình thành từ phần cực tây của tỉnh Gojjam (một phần phía bắc sông Abay), và phần cự tây bắc của tỉnh Welega (phần phía nam của Abay). Tên của vùng ghép từ hai dân tộc bản địa là người Berta (cũng được gọi là Benishangul) và người Gumuz.
Thành phần dân tộc trong vùng là người Berta (25,41%), người Amhara (21,69%), người Gumuz (20.88%), người Oromo (13,55%), người Shinasha (7,73%) và Agaw-Awi (4.22%). Các ngôn ngữ chính là tiếng Berta (25,15%), tiếng Amhara (22,46%), tiếng Gumuz (20,59%), tiếng Oromo (17,69%), tiếng Shinasha (4,58%) và Awngi (4.01%). 44,98% cư dân trong vùng là tín đồ Hồi giáo, 33,3% là tín đồ Ki-tô giáo Chính thống, 13,53% là tín đồ Tin Lành, và 7,09% có các đức tin truyền thống.